# Hevaheva perkinsi
Hevaheva perkinsi är en insektsart som beskrevs av George Willis Kirkaldy 1902. Hevaheva perkinsi ingår i släktet Hevaheva och familjen spetsbladloppor. Inga underarter finns listade i Catalogue of Life.